# NGC 458
NGC 458 este un roi deschis situat în Micul Nor al lui Magellan, în constelația Tucanul. A fost descoperit în 6 septembrie 1826 de către James Dunlop. De asemenea, a fost observat încă o dată de către John Herschel și de către DeLisle Stewart.